# Vaso di Entemena

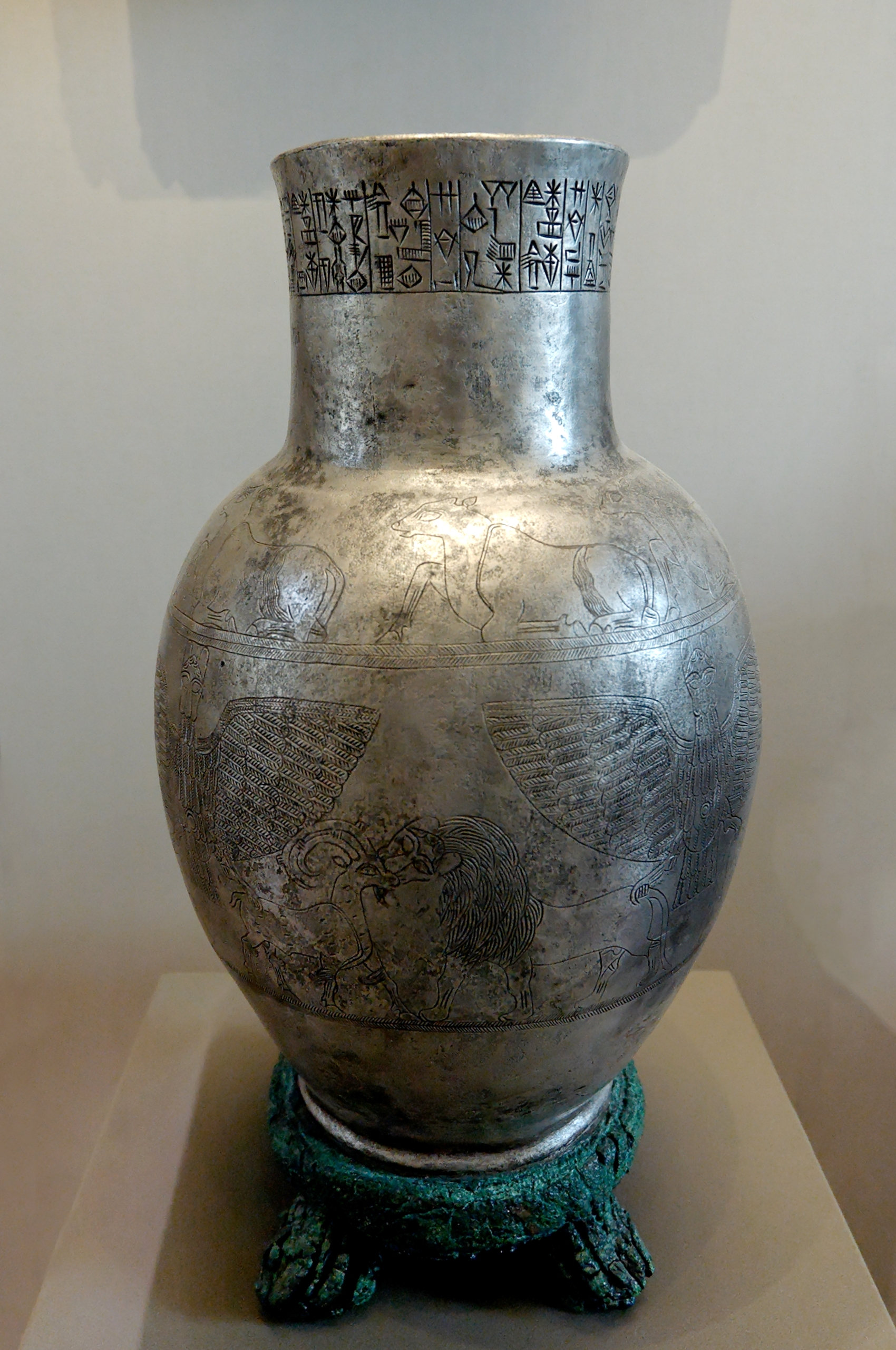
Il vaso di Entemena

Il vaso di Entemena è un reperto esposto al Musèe du Louvre a Parigi.
Risale al 2400 circa a.C. e fu realizzato sotto il sovrano Entemena, appartenente alla I Dinastia di Lagash. 
Il vaso è interamente realizzato in argento, con la presenza di quattro piedi bronzei alla base. L'intera superficie vascolare presenta delle incisioni, rappresentanti il tema dell'aquila leontocefala che trionfa su due leoni e che protegge alcuni bovini e caprini. Il tema del rapace simboleggia la protezione dell'ordine naturale voluto dagli dei. 
Sulla bocca del vaso si trova un'iscrizione dedicatoria del sovrano Entemena verso il dio Ningirsu, protettore della città di Lagash.